# Strophurus elderi
Strophurus elderi är en ödleart som beskrevs av  Edward Charles Stirling och ZIETZ 1893. Strophurus elderi ingår i släktet Strophurus och familjen geckoödlor. Inga underarter finns listade i Catalogue of Life.